# Willemstad
Willemstad (/ˈwɪləmstɑːt, ˈvɪl-/ WIL-əm-staht, VIL-, tiếng Hà Lan: [ˈʋɪləmstɑt] ⓘ) là thủ phủ của Curaçao, một hòn đảo ở phía nam biển Caribe, một phần cấu thành của Vương quốc Hà Lan. Trước đây nó là thủ đô của Antille thuộc Hà Lan đã bị giải thể vào năm 2010, dân số ước tính khoảng 150.000 người. Trung tâm lịch sử của thành phố bao gồm bốn khu: Punda và Otrobanda ngăn cách bởi vịnh Sint Anna, một lối vào dẫn vào bến cảng tự nhiên lớn gọi là Schottegat, cùng khu phố Scharloo và Pietermaai Smal đối diện nhau trên bến cảng Waaigat nhỏ hơn. Willemstad là nơi có Giáo đường Do Thái Curaçao, giáo đường lâu đời nhất còn tồn tại ở châu Mỹ. Trung tâm thành phố với kiến trúc độc đáo và lối vào bến cảng, đã được UNESCO công nhận là Di sản thế giới.

## Lịch sử
Punda được thành lập vào năm 1634, khi người Hà Lan chiếm được hòn đảo từ Tây Ban Nha. Tên ban đầu của Punda là de punt trong tiếng Hà Lan. Otrobanda được thành lập năm 1707, là phần mới của thành phố, được xem là trung tâm văn hóa của Willemstad. Tên của nó xuất phát từ tiếng Papiamentu là otro banda, có nghĩa "phía bên kia". Giáo đường Do Thái Curaçao được xây dựng bởi người Do Thái Tây Ban Nha và Bồ Đào Nha tới từ Amsterdam và Recife, Brazil.

## Kinh tế

### Hàng không
Hãng hàng không quốc gia của Curaçao là Insel Air có trụ sở chính tại Maduro Plaza. Hoạt động đi lại được phục vụ bởi Sân bay quốc tế Hato.

### Du lịch
Du lịch là một ngành công nghiệp lớn và thành phố có một số sòng bạc. Trung tâm thành phố Willemstad có một loạt các kiến trúc thuộc địa chịu ảnh hưởng của phong cách Hà Lan. Nhiều nghiên cứu khảo cổ cũng đã được phát triển ở đó. Chính vì vậy mà thành phố là một điểm hấp dẫn khách du lịch ở khu vực Caribe.

### Công nghiệp
Nhờ vào vị trí gần các mỏ dầu của Venezuela, sự ổn định chính trị và bến cảng nước sâu tự nhiên, Willemstad trở thành địa điểm của một cảng biển và nhà máy lọc dầu quan trọng. Bến cảng của Willemstad là một trong những cảng xử lý dầu lớn nhất ở vùng biển Caribe. Tại một thời điểm đó là nhà máy lọc dầu lớn nhất thế giới thuộc sở hữu của Royal Dutch Shell vào năm 1915.

### Dịch vụ tài chính
Nhiều tổ chức tài chính được thành lập tại Willemstad do các chính sách thuế rất ưu đãi của Curaçao.

## Địa lý

### Khí hậu
Willemstad có khí hậu bán khô hạn, tiếp giáp khí hậu xavan nhiệt đới ẩm ướt với mùa hè khô
| Dữ liệu khí hậu của Willemstad (Sân bay quốc tế Hato) 1971–2000 | Dữ liệu khí hậu của Willemstad (Sân bay quốc tế Hato) 1971–2000 | Dữ liệu khí hậu của Willemstad (Sân bay quốc tế Hato) 1971–2000 | Dữ liệu khí hậu của Willemstad (Sân bay quốc tế Hato) 1971–2000 | Dữ liệu khí hậu của Willemstad (Sân bay quốc tế Hato) 1971–2000 | Dữ liệu khí hậu của Willemstad (Sân bay quốc tế Hato) 1971–2000 | Dữ liệu khí hậu của Willemstad (Sân bay quốc tế Hato) 1971–2000 | Dữ liệu khí hậu của Willemstad (Sân bay quốc tế Hato) 1971–2000 | Dữ liệu khí hậu của Willemstad (Sân bay quốc tế Hato) 1971–2000 | Dữ liệu khí hậu của Willemstad (Sân bay quốc tế Hato) 1971–2000 | Dữ liệu khí hậu của Willemstad (Sân bay quốc tế Hato) 1971–2000 | Dữ liệu khí hậu của Willemstad (Sân bay quốc tế Hato) 1971–2000 | Dữ liệu khí hậu của Willemstad (Sân bay quốc tế Hato) 1971–2000 | Dữ liệu khí hậu của Willemstad (Sân bay quốc tế Hato) 1971–2000 |
| Tháng                                                           | 1                                                               | 2                                                               | 3                                                               | 4                                                               | 5                                                               | 6                                                               | 7                                                               | 8                                                               | 9                                                               | 10                                                              | 11                                                              | 12                                                              | Năm                                                             |
| --------------------------------------------------------------- | --------------------------------------------------------------- | --------------------------------------------------------------- | --------------------------------------------------------------- | --------------------------------------------------------------- | --------------------------------------------------------------- | --------------------------------------------------------------- | --------------------------------------------------------------- | --------------------------------------------------------------- | --------------------------------------------------------------- | --------------------------------------------------------------- | --------------------------------------------------------------- | --------------------------------------------------------------- | --------------------------------------------------------------- |
| Cao kỉ lục °C (°F)                                              | 32.8 (91.0)                                                     | 33.2 (91.8)                                                     | 33.0 (91.4)                                                     | 34.7 (94.5)                                                     | 35.8 (96.4)                                                     | 37.5 (99.5)                                                     | 35.0 (95.0)                                                     | 37.7 (99.9)                                                     | 38.3 (100.9)                                                    | 36.0 (96.8)                                                     | 35.6 (96.1)                                                     | 33.3 (91.9)                                                     | 38.3 (100.9)                                                    |
| Trung bình ngày tối đa °C (°F)                                  | 29.7 (85.5)                                                     | 30.0 (86.0)                                                     | 30.5 (86.9)                                                     | 31.1 (88.0)                                                     | 31.6 (88.9)                                                     | 32.0 (89.6)                                                     | 31.9 (89.4)                                                     | 32.4 (90.3)                                                     | 32.6 (90.7)                                                     | 31.9 (89.4)                                                     | 31.1 (88.0)                                                     | 30.1 (86.2)                                                     | 31.2 (88.2)                                                     |
| Trung bình ngày °C (°F)                                         | 26.5 (79.7)                                                     | 26.6 (79.9)                                                     | 27.1 (80.8)                                                     | 27.6 (81.7)                                                     | 28.2 (82.8)                                                     | 28.5 (83.3)                                                     | 28.4 (83.1)                                                     | 28.7 (83.7)                                                     | 28.9 (84.0)                                                     | 28.5 (83.3)                                                     | 28.0 (82.4)                                                     | 27.1 (80.8)                                                     | 27.8 (82.0)                                                     |
| Tối thiểu trung bình ngày °C (°F)                               | 24.3 (75.7)                                                     | 24.4 (75.9)                                                     | 24.8 (76.6)                                                     | 25.5 (77.9)                                                     | 26.3 (79.3)                                                     | 26.4 (79.5)                                                     | 26.1 (79.0)                                                     | 26.3 (79.3)                                                     | 26.5 (79.7)                                                     | 26.2 (79.2)                                                     | 25.6 (78.1)                                                     | 24.8 (76.6)                                                     | 25.6 (78.1)                                                     |
| Thấp kỉ lục °C (°F)                                             | 20.3 (68.5)                                                     | 20.6 (69.1)                                                     | 21.0 (69.8)                                                     | 22.0 (71.6)                                                     | 21.6 (70.9)                                                     | 22.6 (72.7)                                                     | 22.4 (72.3)                                                     | 21.3 (70.3)                                                     | 21.7 (71.1)                                                     | 21.9 (71.4)                                                     | 22.2 (72.0)                                                     | 21.1 (70.0)                                                     | 20.3 (68.5)                                                     |
| Lượng mưa trung bình mm (inches)                                | 44.7 (1.76)                                                     | 25.5 (1.00)                                                     | 14.2 (0.56)                                                     | 19.6 (0.77)                                                     | 19.6 (0.77)                                                     | 19.3 (0.76)                                                     | 40.2 (1.58)                                                     | 41.5 (1.63)                                                     | 48.6 (1.91)                                                     | 83.7 (3.30)                                                     | 96.7 (3.81)                                                     | 99.8 (3.93)                                                     | 553.4 (21.79)                                                   |
| Số ngày mưa trung bình (≥ 1.0 mm)                               | 8.6                                                             | 5.3                                                             | 2.8                                                             | 2.8                                                             | 2.0                                                             | 3.0                                                             | 6.4                                                             | 5.1                                                             | 4.6                                                             | 7.4                                                             | 9.9                                                             | 11.5                                                            | 70.4                                                            |
| Độ ẩm tương đối trung bình (%)                                  | 77.4                                                            | 76.7                                                            | 76.1                                                            | 77.2                                                            | 77.2                                                            | 77.1                                                            | 77.8                                                            | 77.3                                                            | 77.5                                                            | 79.0                                                            | 79.6                                                            | 78.9                                                            | 77.7                                                            |
| Số giờ nắng trung bình tháng                                    | 261.4                                                           | 247.7                                                           | 270.8                                                           | 246.3                                                           | 258.4                                                           | 267.0                                                           | 287.5                                                           | 295.7                                                           | 257.9                                                           | 245.5                                                           | 236.3                                                           | 240.8                                                           | 3.114,9                                                         |
| Phần trăm nắng có thể                                           | 72.8                                                            | 74.6                                                            | 72.5                                                            | 66.2                                                            | 65.9                                                            | 69.5                                                            | 72.6                                                            | 76.5                                                            | 70.5                                                            | 66.8                                                            | 68.0                                                            | 68.1                                                            | 70.3                                                            |
| Nguồn: Meteorological Department Curaçao                        |                                                                 |                                                                 |                                                                 |                                                                 |                                                                 |                                                                 |                                                                 |                                                                 |                                                                 |                                                                 |                                                                 |                                                                 |                                                                 |

## Hình ảnh

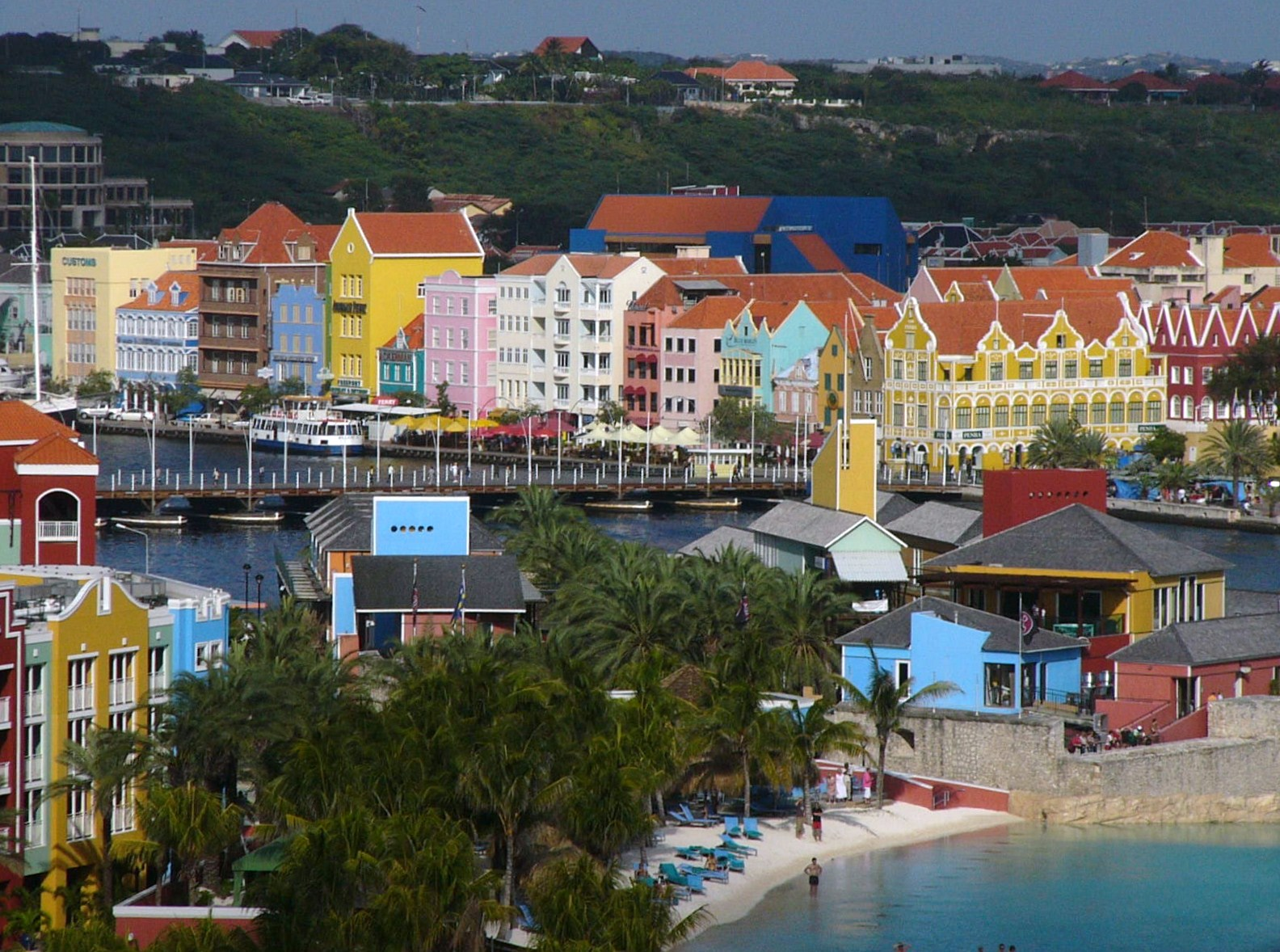
Phần lịch sử đầy màu sắc của Willemstad
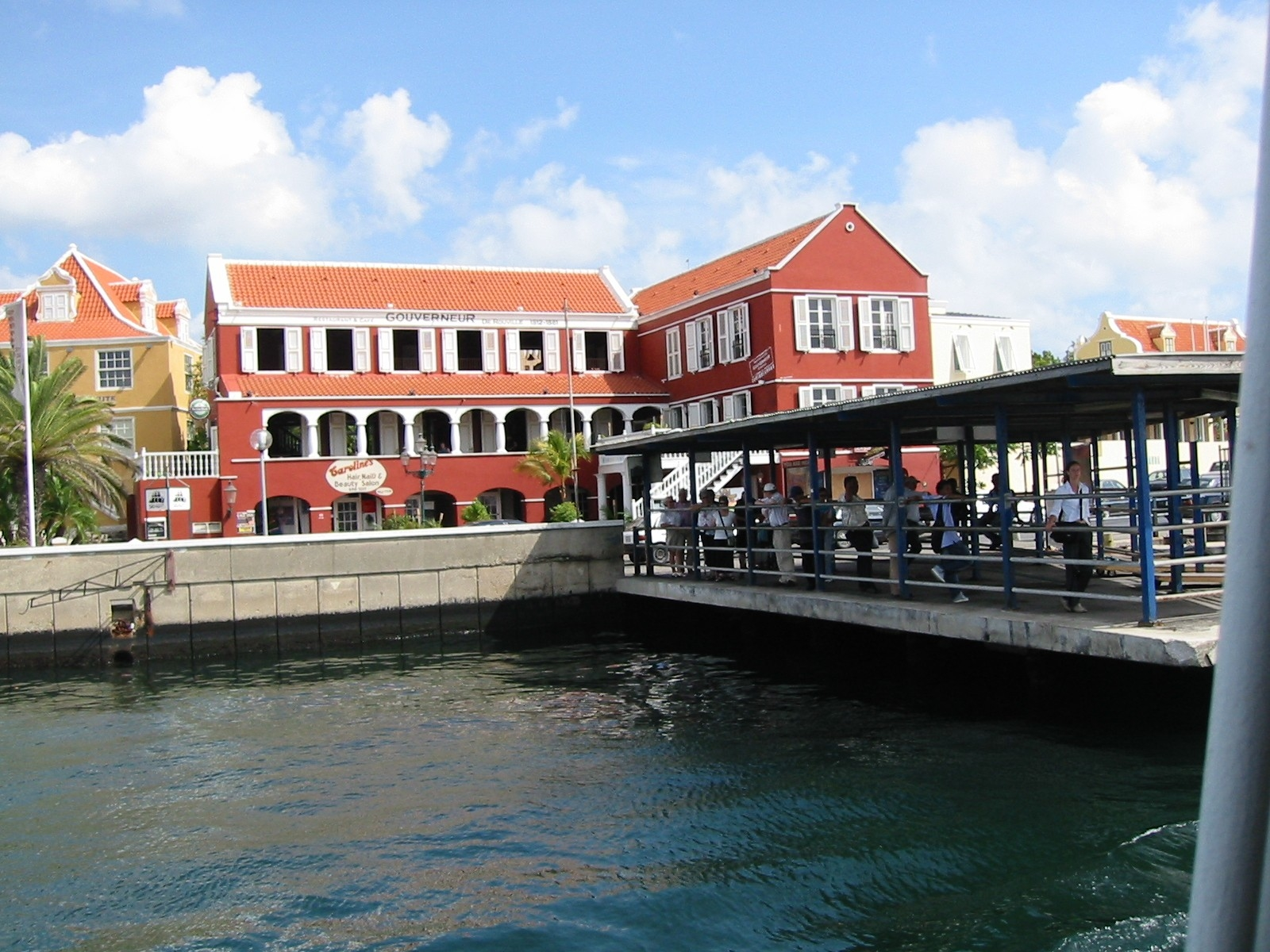
Các tòa nhà trong khu vực lịch sử của Willemstad
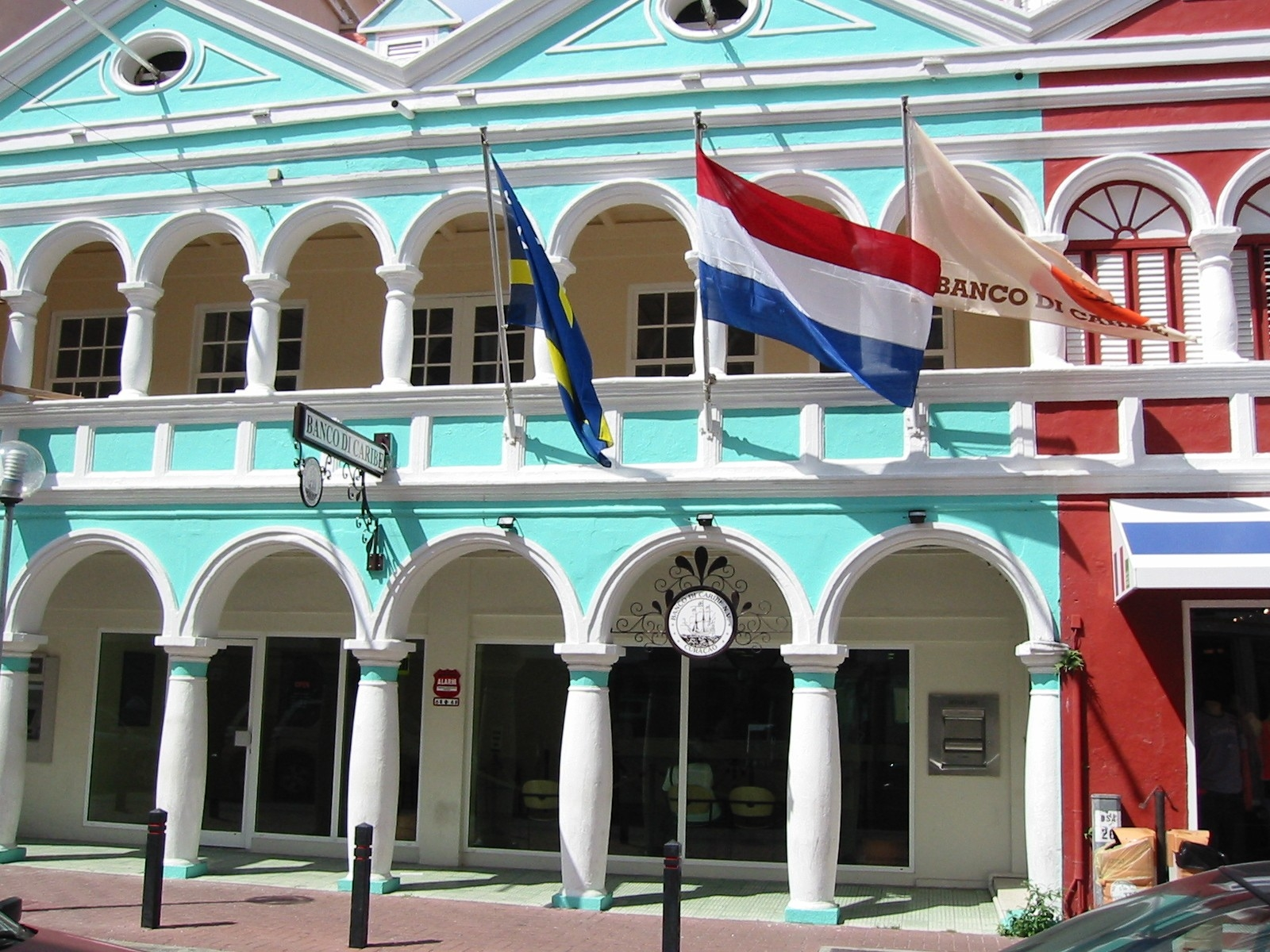
Banco di Caribe
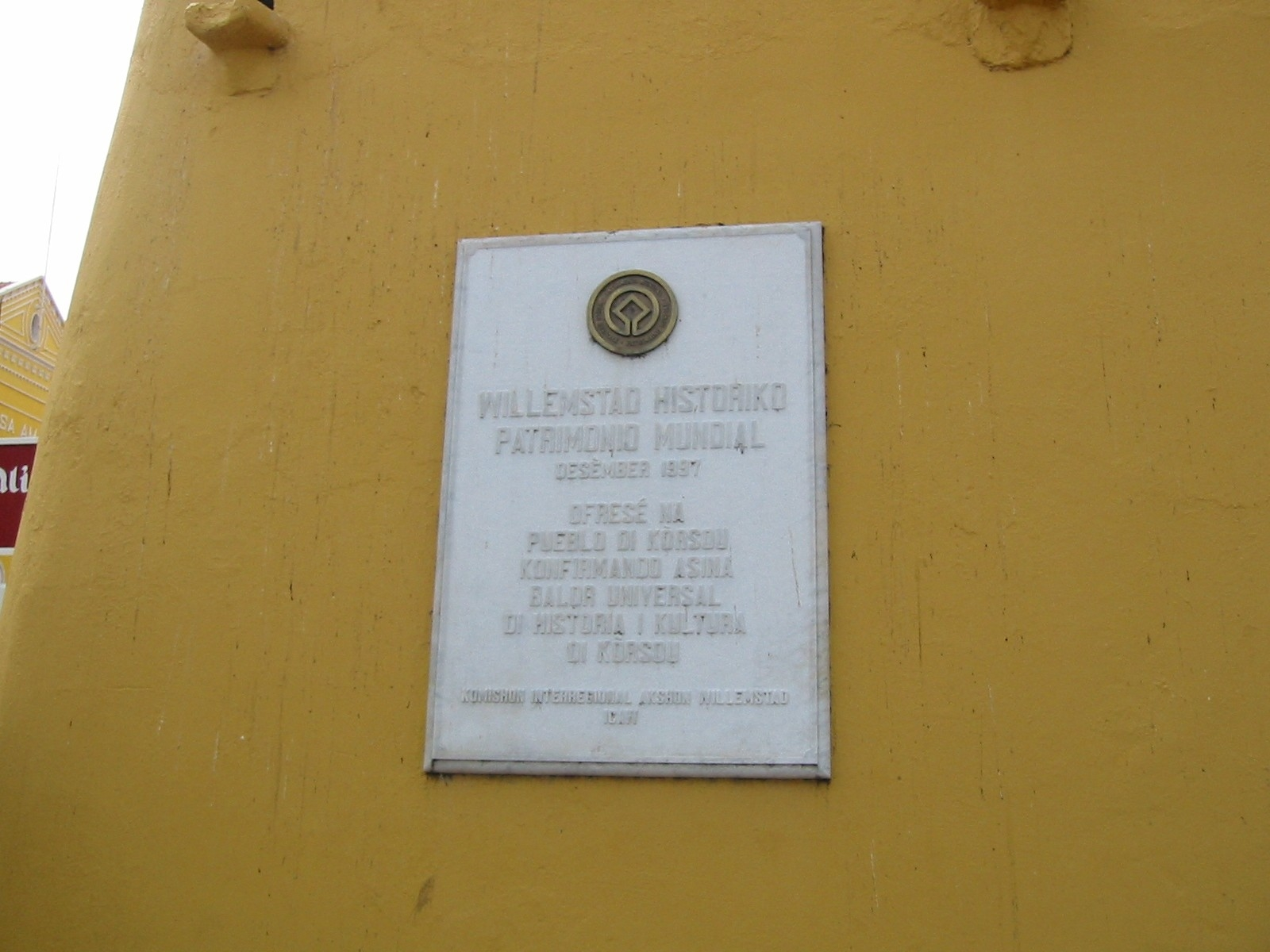
Khu vực lịch sử Willemstad, nội thành và cảng của nó được tuyên bố là Di sản thế giới từ năm 1997
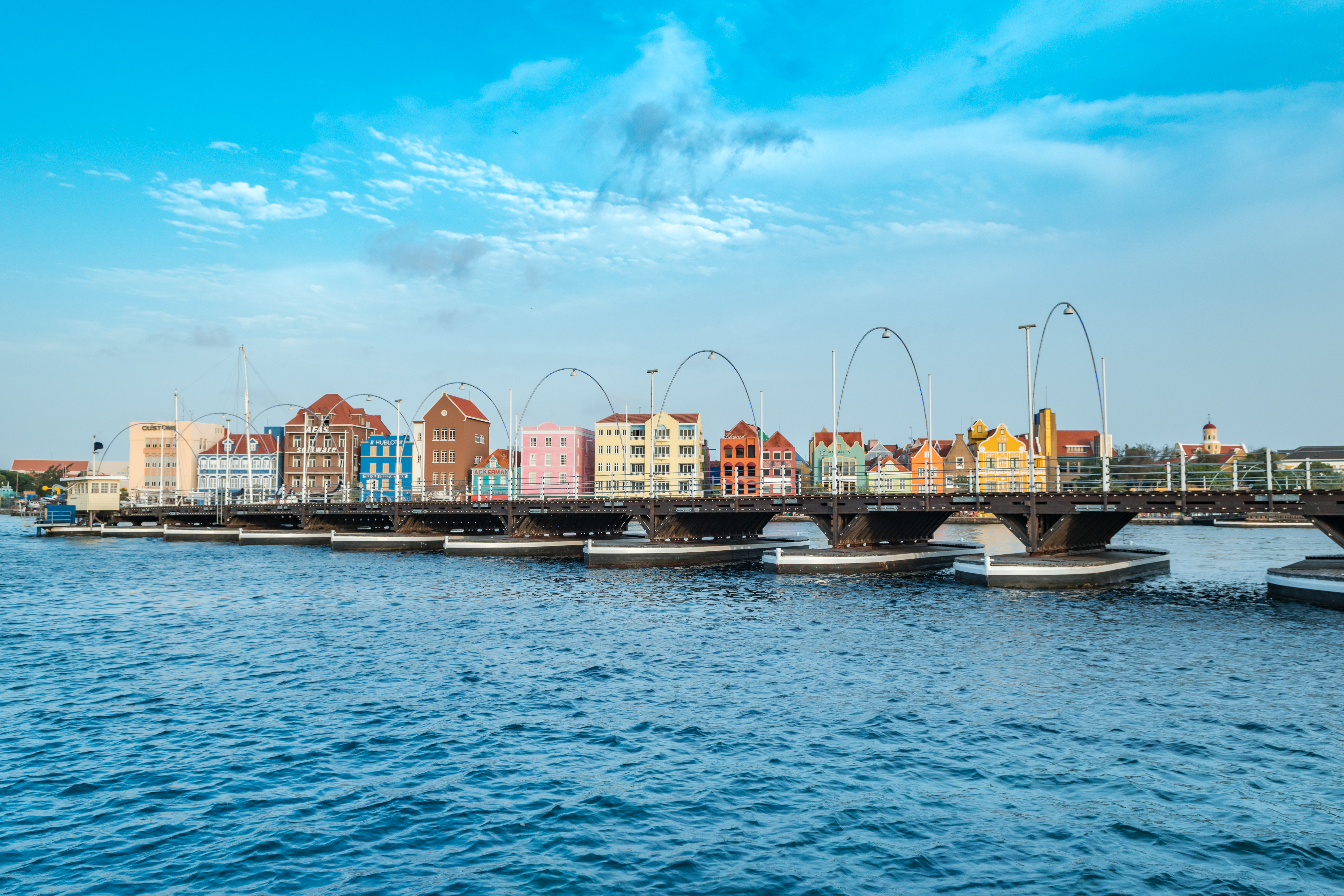
Cầu phao Nữ hoàng Emma ở Willemstad
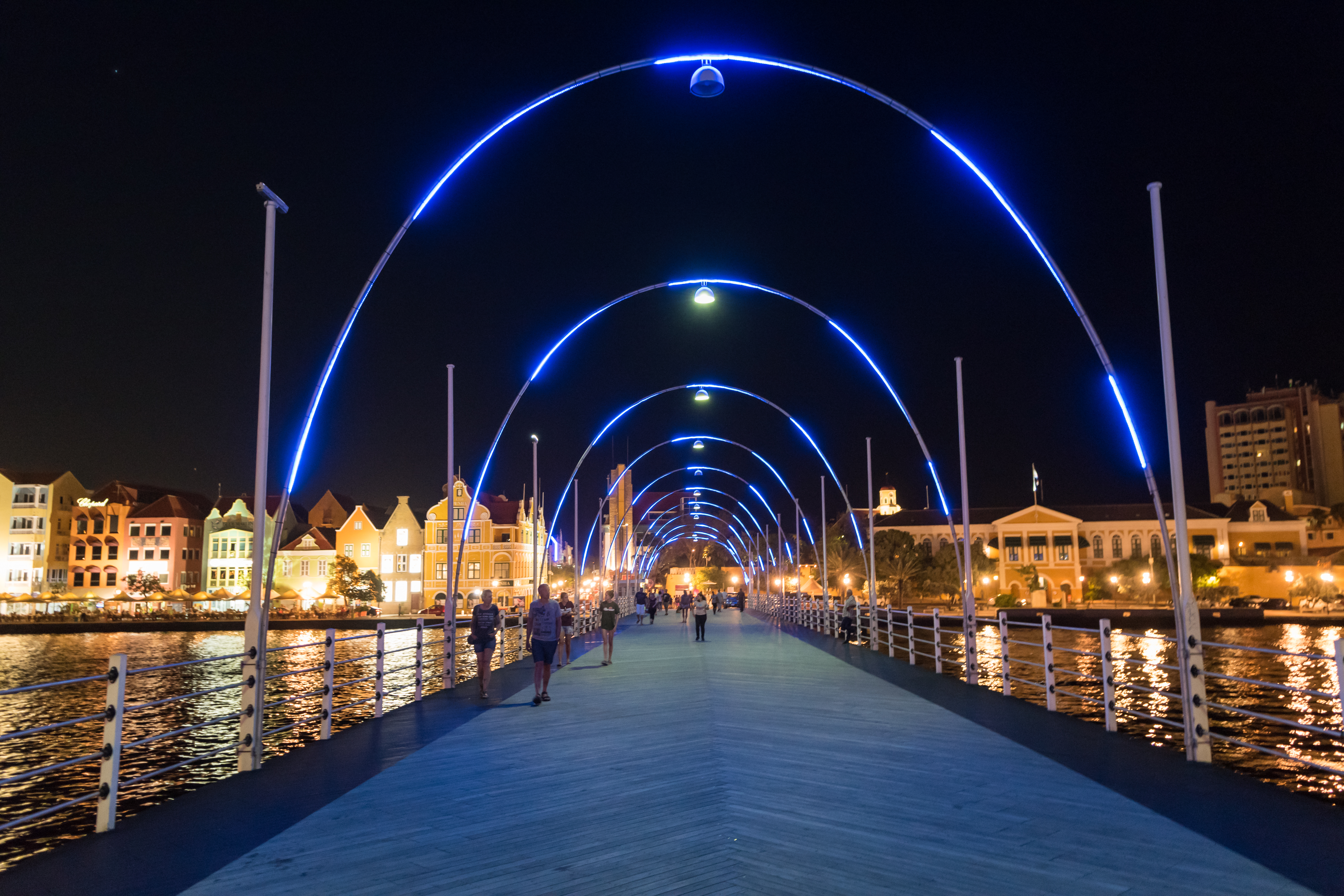
Cầu Nữ hoàng Emma về đêm